# San Diego
San Diego è una città degli Stati Uniti d'America, situata nella California meridionale appena a nord del confine con il Messico, sulla costa dell'oceano Pacifico. Capoluogo dell'omonima contea, San Diego è la seconda città della California, dopo Los Angeles, e l'ottava degli Stati Uniti per numero di abitanti.
Il clima di San Diego è particolarmente dolce; le correnti fredde provenienti dal nord mitigano l'aria calda proveniente dal vicino deserto e le montagne circostanti riescono a bloccare le perturbazioni. Il risultato è un clima mite tutto l'anno, mai troppo caldo d'estate e mai freddo d'inverno (a gennaio la temperatura media è vicina ai 15 °C).
Oltre a essere uno dei più importanti siti militari statunitensi, con numerose basi della Marina e dei Marines, San Diego è una città che vive per il turismo. Alcune attrazioni sono diventate famose nel mondo per la loro bellezza e la loro grandezza: il SeaWorld, lo zoo di San Diego, il Balboa Park, il Wild Animal Park (situato nella vicina Escondido).
Chilometri di spiagge si estendono lungo la costa, da La Jolla a Chula Vista, passando per la penisola del Coronado; le due spiagge a nord, Ocean Beach e Pacific Beach sono le più animate con numerose strutture per il surf, gli sport acquatici e i divertimenti diurni e notturni.

## Origini del nome
Il nome della città trae ispirazione dal nome dell'imbarcazione di uno dei primi esploratori della zona, lo spagnolo Sebastián Vizcaíno, che a sua volta trae il nome dal santo di origine spagnola Diego d'Alcalá. Tra le altre cose, a tale navigatore si deve anche la prima rappresentazione grafica dettagliata, su carta, di tutta la costa occidentale degli Stati Uniti.

## Storia

### Prima del XX secolo
Anche se la contea di San Diego è abitata da moltissimo tempo, pochissimi siti hanno realmente più di un secolo. La cultura dei nativi americani, che hanno abitato l'area per un lungo periodo, ha lasciato pochissimi segni tangibili, e nonostante l'abbondanza di località con nomi spagnoli e di edifici in stile missione, ben poche strutture risalgono davvero ai periodi di dominazione spagnola e messicana.
Juan Rodríguez Cabrillo fu il primo europeo a solcare le acque della baia di San Diego, nel 1542, poiché le sue navi furono costrette a riparare nella baia durante una tempesta. Il secondo europeo a vedere San Diego fu Sebastián Vizcaíno, che entrò nella baia nel 1602 nel giorno della festa di San Diego de Alcalá e battezzò così il luogo. Nel tardo Settecento gli spagnoli decisero finalmente di occupare la California settentrionale.
Padre Junípero Serra arrivò nel 1769, accompagnato dal comandante militare Gaspar de Portola, e fondò subito la prima missione in California, sulla collina ora conosciuta come Presidio. In breve sorse un villaggio e subito dopo nacque un piccolo pueblo (villaggio) anche ai piedi della collina, nell'area oggi chiamata Old Town State Historic Park. San Diego rimase un villaggio senza pretese, con appena qualche centinaio di abitanti, fino al 1867, quando entrò in scena Alonzo E. Horton, speculatore e affarista di San Francisco. Horton riconobbe il potenziale della città come porto e, attraverso alcune creative trattative immobiliari, acquistò 385 ettari di terreni sul mare e li pubblicizzò come la "Nuova Città". Il suo non era il primo tentativo del genere, ma stavolta la nuova lottizzazione funzionò, specialmente dopo un incendio che nel 1872 devastò buona parte dell'originario insediamento della Old Town.
Certamente aiutò anche, nel 1869, la scoperta dell'oro nelle colline a est della città, che portò anche la ferrovia. Ma il frenetico boom delle miniere si esaurì presto, precipitando la nascente cittadina nella depressione e riducendone la popolazione della metà, a circa 2 000 abitanti. Nonostante gli sforzi dei promotori della città, San Diego non acquisì mai, durante il XIX secolo, una solida base industriale. L'attività economica principale rimase la speculazione edilizia, che alternò numerose fasi di espansione e caduta.

### Il XX secolo

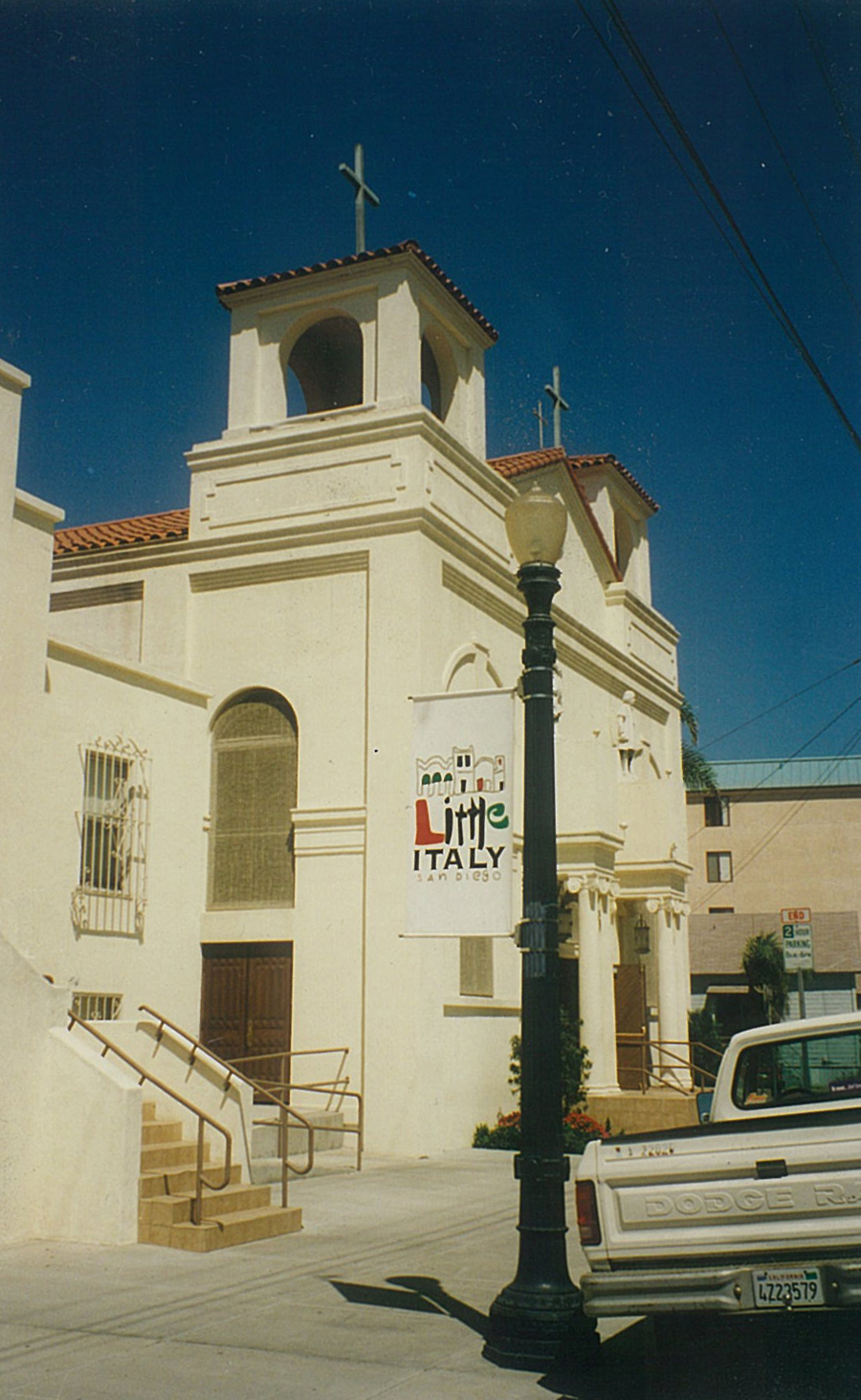
La chiesa della parrocchia Nostra Signora del Rosario, amministrata dai Barnabiti.

Dopo che San Francisco ospitò nel 1914 la Panama-Pacific International Exposition, San Diego tenne la sua Pacific-California Exposition nel 1915-16, nella speranza di attirare gente e investimenti. Nel tentativo di promuovere un'immagine originale, gli edifici dell'esposizione furono volutamente progettati in un romantico stile spagnolo-messicano. Promotori, architetti e pubblico si affezionarono a questa moda e oggi lo stile mediterraneo, l'architettura in stile missione e la toponomastica spagnola, tipici della città, derivano più da questo che dalla sua reale eredità di piccolo e remoto avamposto coloniale.
Con l'arrivo dell'industria aeronavale, negli anni venti e trenta, l'economia di San Diego ricevette finalmente un impulso significativo. Gli introiti stabili provenienti dalle basi della Marina e dell'esercito aiutarono San Diego a superare la Grande Depressione, così come i progetti della Work Projects Administration, come la San Diego State University e l'ippodromo di Del Mar. Nel 1935, mentre la Depressione si andava allentando, San Diego ospitò il suo secondo grande evento: la California-Pacific Exposition, che vide la comparsa di altre costruzioni in stile spagnolo a Balboa Park.
Dopo l'attacco di Pearl Harbor, il quartier generale della flotta statunitense del Pacifico fu trasferito a San Diego. La forte espansione dell'attività avvenuta in tempo di guerra trasformò la città: apparvero ampi tratti di alloggi prefabbricati; molti spazi pubblici furono trasformati in campi di addestramento, depositi e ospedali; la popolazione raddoppiò in pochi anni. Il ruolo della città durante la guerra, e la pubblicità che ne derivò, contribuirono più di tutto il resto a mettere San Diego sulla mappa degli Stati Uniti. Dopo la guerra, la presenza della Marina e dell'esercito rappresentò un forte elemento di sviluppo, arrivando a occupare un quarto della popolazione attiva della città.

## Monumenti e luoghi d'interesse

### In downtown
- Gaslamp
- Old Town
- Seaport Village
- USS Midway (CV-41) (portaerei)
- Petco Park
- Horton Plaza, piccolo parco cittadino con la storica fontana Broadway Fountain

### Zone costiere
- Pacific Beach
- Mission Beach
- Coronado

### Attrazioni turistiche
- SeaWorld
- Balboa Park
- Zoo di San Diego
- Little Italy, quartiere italiano della città

### Edifici religiosi
- Cattedrale cattolica di San Giuseppe
- Tempio di Dharma Bum
- Caruso Memorial Chapel

## Clima
| San Diego           | Mesi | Mesi | Mesi | Mesi | Mesi | Mesi | Mesi | Mesi | Mesi | Mesi | Mesi | Mesi | Stagioni | Stagioni | Stagioni | Stagioni | Anno |
| San Diego           | Gen  | Feb  | Mar  | Apr  | Mag  | Giu  | Lug  | Ago  | Set  | Ott  | Nov  | Dic  | Inv      | Pri      | Est      | Aut      | Anno |
| ------------------- | ---- | ---- | ---- | ---- | ---- | ---- | ---- | ---- | ---- | ---- | ---- | ---- | -------- | -------- | -------- | -------- | ---- |
| T. max. media (°C)  | 18,5 | 19,0 | 18,9 | 20,0 | 20,6 | 22,1 | 24,4 | 25,4 | 25,2 | 23,6 | 21,2 | 19,0 | 18,8     | 19,8     | 24,0     | 23,3     | 21,5 |
| T. min. media (°C)  | 8,4  | 9,2  | 10,1 | 11,7 | 13,8 | 15,5 | 17,5 | 18,4 | 17,4 | 14,6 | 11,0 | 8,5  | 8,7      | 11,9     | 17,1     | 14,3     | 13,0 |
| Precipitazioni (mm) | 58   | 47   | 55   | 20   | 5    | 2    | 1    | 1    | 5    | 9    | 29   | 34   | 139      | 80       | 4        | 43       | 266  |

## Società

### Evoluzione demografica
- Nel 2000 risultava avere una popolazione di 1 223 400 abitanti.
- Nel 2005 il Dipartimento delle Finanze della California ha stimato la popolazione cittadina in 1 305 736 persone.
- Nel 2008 risultava avere 1 279 329 abitanti.
- Nel 2010 (gennaio) viene stimata una popolazione pari a 1 359 132 abitanti.
- Nel 2020 i dati parlavano di 1 386 932 abitanti.

## Cultura

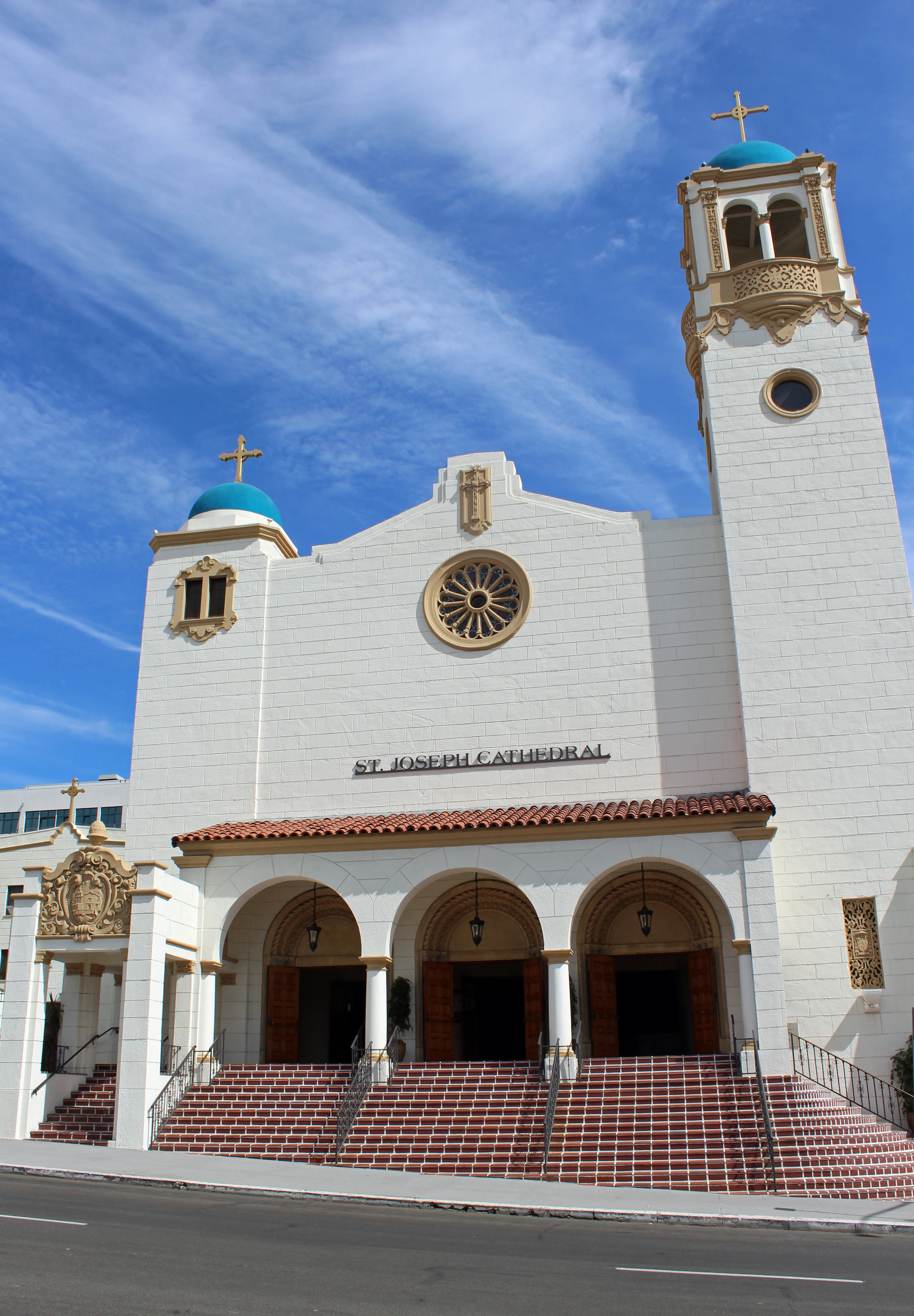
La cattedrale di San Giuseppe

### Istruzione

#### Musei
- Museum of Contemporary Art San Diego
- San Diego Aerospace Museum
- San Diego Museum of Art
- San Diego Natural History Museum
- Timken Museum of Art
- America's Cup Museum

#### Università
- San Diego State University, (SDSU) (appartenente alla California State University)
- University of California, San Diego, UCSD (campus della University of California)
- University of San Diego, USD (Cattolica)
- Alliant International University, AIU
- NewSchool of Architecture & Design
- Point Loma Nazarene University, PLNU
- National University
- Pacific Oaks College
- San Diego Community College District, (composto da San Diego City College, San Diego Mesa College, San Diego Miramar College)
- Southern States University

## Economia

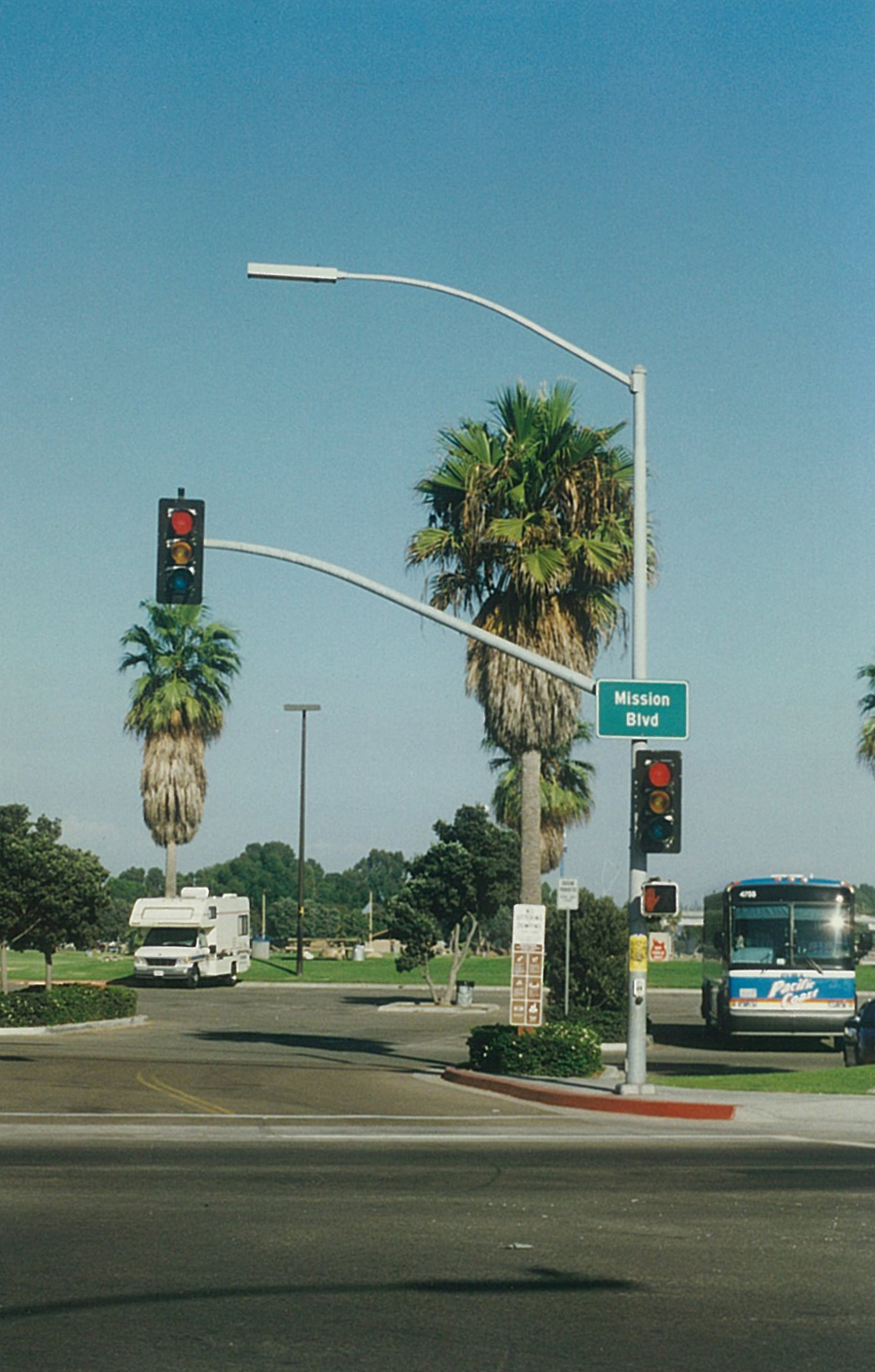
Mission Boulevard, a San Diego.

L'economia cittadina si basa su:
- turismo
- industria militare
- cantieri navali
- commercio marittimo
- biotecnologie
- informatica

## Infrastrutture e trasporti

### Strade
Essendo l'automobile il principale mezzo di trasporto per l'80% dei residenti, San Diego è servita da un elevato numero di freeways (strade statali) e di highways (autostrade). Le principali sono:
- Interstate 5
- Interstate 8
- Interstate 15
- Interstate 805
- State Route 15
- State Route 52
- State Route 54
- State Route 56
- State Route 67
- State Route 75
- State Route 76
- State Route 78
- State Route 79
- State Route 94
- State Route 125
- Historic State Route 163
- State Route 188
- State Route 282
- State Route 905

### Aeroporti

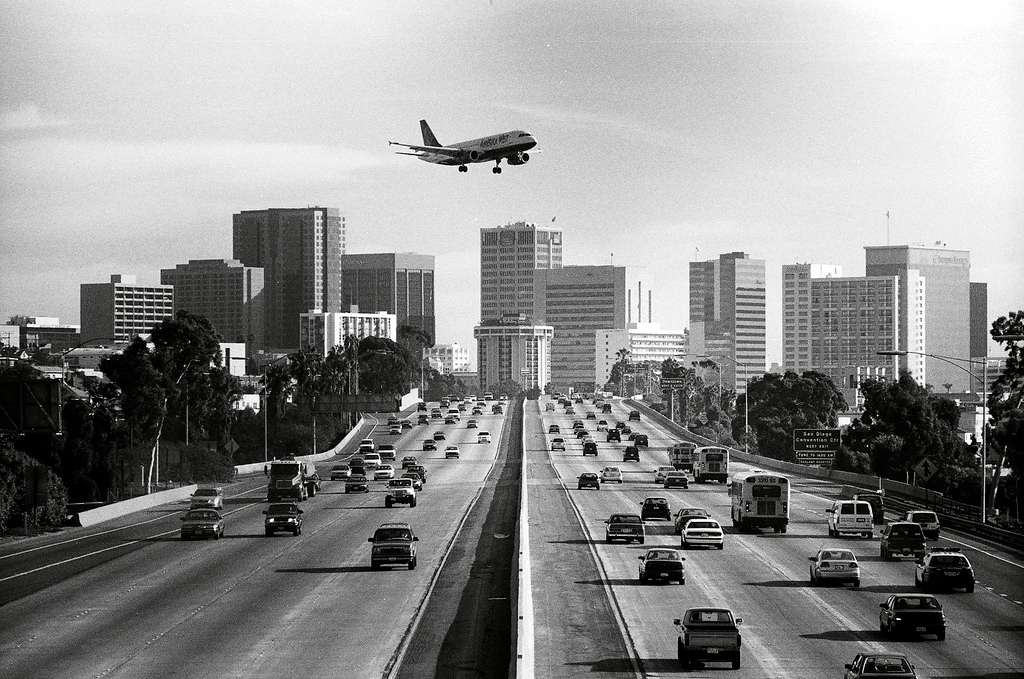
Aereo in arrivo all'aeroporto Lindbergh

L'Aeroporto Internazionale di San Diego è l'aeroporto commerciale più importante di San Diego. È il più trafficato aeroporto statunitense tra quelli dotati di unica pista di atterraggio/decollo e garantisce il servizio a più di 18 milioni di passeggeri ogni anno.
È posizionato sulla Baia di San Diego, a 4,8 km dalla Downtown.

### Mobilità urbana

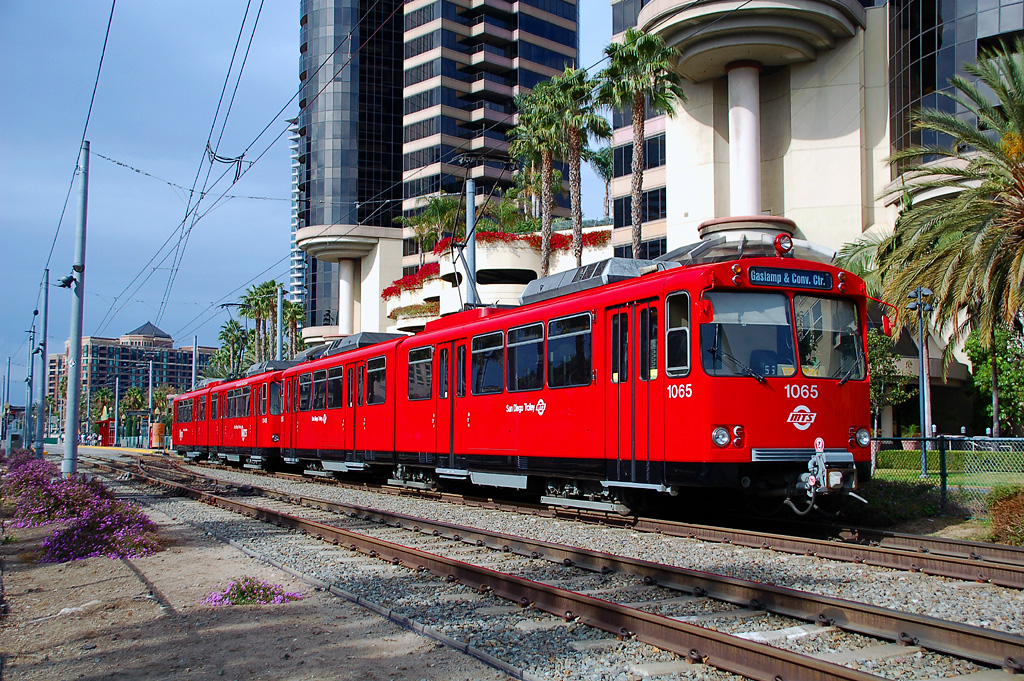
Un tram a San Diego

Nella città di San Diego il trasporto pubblico è garantito dai tram, dagli autobus (gestiti dal Metropolitan Transit Service - MTS) e dai treni Coaster e Amtrak.
La rete tranviaria serve principalmente la downtown e le zone circostanti, quali Mission Valley, la zona est della città e la zona sud della baia. Si compone di quattro linee.
I treni Amtrak e Coaster forniscono un servizio lungo costa e collegano San Diego con Los Angeles, Orange County, Riverside, San Bernardino, e Ventura. Esistono due stazioni Amtrak a San Diego, situate in Old Town e in Downtown.
Il servizio autobus è disponibile lungo tutte le strade principali; è garantito un elevato numero di fermate nel centro della città.
Esiste infine un servizio via mare, garantito da traghetti che ogni quarto d'ora collegano il Broadway Pier a Coronado.

## Amministrazione

### Gemellaggi
San Diego è gemellata con le seguenti città:
- Alcalá de Henares
- Campinas
- Varsavia
- Yantai
- Yokohama
- Taichung
- Jalalabad
- Cavite
- Reggio Calabria
- Jeonju
- Edimburgo
- León
- Perth
- Tema
- Tijuana
- Vladivostok

## Sport
- San Diego Padres della  MLB di baseball che giocano al Petco Park.

- San Diego Seals della NLL di indoor lacrosse che giocano alla Pechanga Arena.

- San Diego Legion della MLR di rugby che giocano al Snapdragon Stadium.

- San Diego, squadra di calcio della MLS che ha iniziato l’attività sportiva a partire dalla stagione 2025.

- San Diego Wave FC della NWSL di calcio femminile che giocano al Snapdragon Stadium.

La città ha avuto anche una franchigia di football americano militante in NFL, i San Diego Chargers, che però si sono trasferiti a Los Angeles al termine della stagione 2016 e una di basket militante in NBA, i San Diego Clippers trasferiti a Los Angeles al termine della stagione 1982.

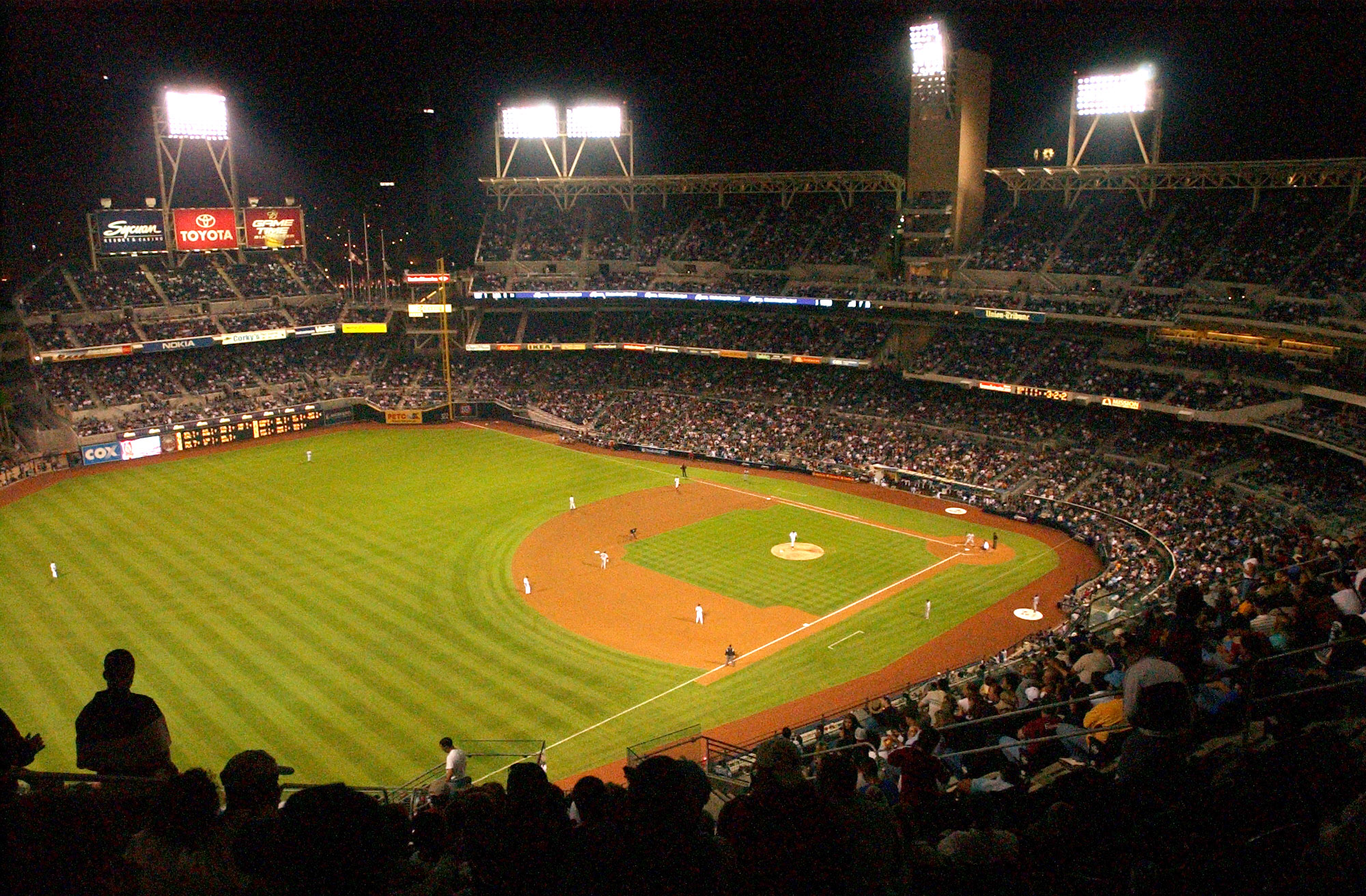
Petco Park, stadio dei San Diego Padres
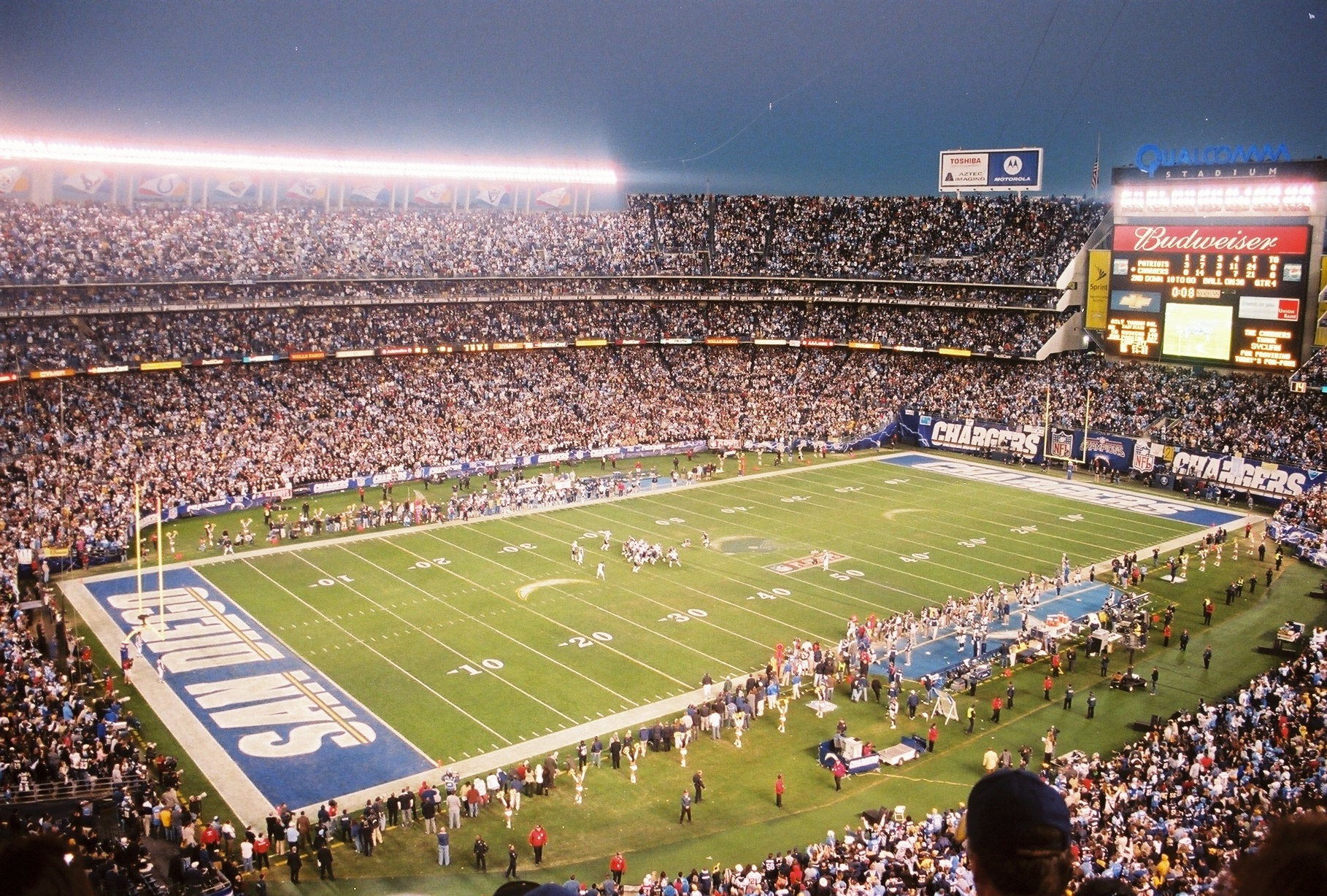
Qualcomm Stadium, stadio dei San Diego Chargers, demolita nel 2021